# Toypurina
Toypurina (1760-1799) fou una dona-medicina ameríndia de la nació tongva que es va revoltar contra les missions espanyoles a Califòrnia.
Nascuda en 1760, Toypurina tenia 9 anys quan els primers espanyols arribaren a la conca de Los Angeles de Las Californias i tenia 11 quan s'obrí la Missió de San Gabriel Arcángel. En tenia 21 quan el governador Felipe de Neve va fundar el Pueblo de Los Angeles en 1781 a l'Alta Califòrnia. Aleshores Toypurina havia esdevingut un poderós líder espiritual del seu poble, respectada per la seva valentia i saviesa. Era considerada una gran comunicadora i parlava nombrosos dialectes kizh (tongva) i d'altres llengües nadiues de Califòrnia parlades de l'Illa Santa Catalina (Califòrnia) fins als contraforts orientals de les Muntanyes de San Bernardino al nord-est de la vall de San Fernando.

## Revolta
Convençuda que l'establiment espanyol a la zona era una amenaça per al seu mode tradicional de vida, va organitzar una base d'operacions a la ranxeria Japchivit i va convèncer sis altres viles tongva més d'unir-se a la rebel·lió contra la Missió de San Gabriel Arcángel el 25 d'octubre de 1785, intentant matar tots els residents espanyols. Va encapçalar l'atac amb tres homes més i el neòfit Nicolás José, qui estava ressentit amb els frares perquè prohibiren als indis de les Missions acudir a les danses tribals. Però un soldat que entenir la seva llengua avisà als colons de la revolta i alertà als missioners. Toypurina i els altres tres líders foren capturats, jutjats i castigats.
Quan se li va preguntar sobre la revolta, Toypurina va dir als jutges que havia instruït al cap Tomasajaquichi de la vila Juvit per dir als indis de la missió que no creguessin als frares. El governador Pere Fages i Beleta va trobar Nicolás José i Toypurina culpables de ser els principals líders de l'atac.
Durant el judici Toypurina va declarar que volia ser cristiana. Es va decidir que després dle seu bateig el 1787 el pare Miguel Sánchez permetria el seu exili perpetu a la Missió de San Carlos Borromeo de Carmelo (actualment Carmel (Califòrnia)), la missió més llunyana de San Miguel Arcángel, on podia ser lliure per a casar-se i viure els darrers anys lluny de les possibles amenaces dels altres tonvga. Va prendre el nom cristià de Regina Josepha, es va casar amb el soldat espanyol Manuel Montero, que havia estat servint al Pueblo de Los Angeles, i va rebre una extensió de terra del governador. Van viure a Monterrey i va tenir 3 fills junts (Cesario, Juana de Dios, i Maria Clementina). El 22 de maig de 1799 Toypurina va morir a la Missió de San Juan Bautista al nord de l'Alta Califòrnia als 39 anys.

## Llegenda contemporània
Un personatge de ficció que comparteix el seu nom és la mare de Diego de la Vega al llibre d'Isabel Allende Zorro (2005). En la novel·la Toypurina és rescatada per Alejandro de la Vega i també esdevé cristiana prenent el nom de Regina. Durant la seva vida va veure que els 5.000 tongva que vivien a l'àrea de Los Angeles eren reduïts a 1.500 a causa de les malalties i la malnutrició.
El 13 de gener de 2007, el 'Studio for Southern California History' va incloure Toypurina com una de les moltes dones que havien fet contribucions significatives a la història de Califòrnia.